# ماندرا
ماندرا (Μάνδρα) هي مدينة في إقليم أتيكا في اليونان.